# Flaga Niue
Flaga Niue, terytorium stowarzyszonego z Nową Zelandią, została przyjęta w 1975 roku. Podobnie jak na flagach wielu innych terytoriów związanych historycznie z Wielką Brytanią, także na fladze Niue znajduje się w kantonie flaga Wielkiej Brytanii – Union Jack. Dodatkowo umieszczonych jest na niej 5 żółtych gwiazd. Nietypowe jest jednak tło flagi, które zwykle jest błękitne, a na fladze Niue ma kolor żółty.